# سيف القادسية
وسام سيف القادسية هو وسام عسكري عراقي رفيع المستوى، أُنشئ في عهد الرئيس العراقي صدام حسين خلال فترة الحرب العراقية الإيرانية (1980–1988)، التي أطلق عليها الإعلام الرسمي العراقي آنذاك اسم قادسية صدام، نسبة إلى معركة القادسية التاريخية بين المسلمين والفرس. يُعد الوسام من أعلى درجات التكريم العسكري في العراق، ويُمنح تقديرًا للضباط والجنود الذين أظهروا شجاعة فائقة، أو أدوا أدوارًا حاسمة في المعارك ضد إيران.
استُلهم اسم الوسام من معركة القادسية التي وقعت عام 636م (15هـ) في عهد الخليفة عمر بن الخطاب، بين جيش المسلمين بقيادة سعد بن أبي وقاص، وجيش الإمبراطورية الساسانية بقيادة رستم فرخزاد، وانتهت بانتصار المسلمين وسقوط الإمبراطورية الفارسية لاحقًا.
وقد سعى النظام العراقي إلى توظيف الرمزية التاريخية لتلك المعركة في سياق الحرب المعاصرة مع إيران، ليعطي للحرب بُعدًا دينيًا وقوميًا وتاريخيًا، ويجعل من الصراع "امتدادًا" لصراع العرب والمسلمين ضد الهيمنة الفارسية كما تم تصويرها.
تم إصدار الوسام بمرسوم جمهوري خاص، ضمن سلسلة من الرموز والأوسمة العسكرية التي أُنشئت أثناء الحرب العراقية الإيرانية.
وقد جاء إنشاؤه كوسيلة لتكريم البطولات الفردية والجماعية التي تحققها القوات المسلحة العراقية، خصوصًا في المعارك البرية، والعمليات الخاصة، والمواجهات المباشرة مع القوات الإيرانية.
يتميز وسام سيف القادسية بتصميم يدمج بين الرموز التاريخية والمكونات العسكرية. وغالبًا ما يتخذ الشكل الآتي:
- سيف عربي منحني (اليماني)، يرمز إلى القوة والشجاعة.
- نقش محفور عليه لعبارة "سيف القادسية" أو رموز تشير إلى معركة القادسية.
- قاعدة معدنية ذات طابع ذهبي أو فضي، مع شريط يحمل ألوان العلم العراقي أو نقوش عربية تقليدية.
- يُرفق أحيانًا بشهادة رسمية بتوقيع رئيس الجمهورية، تتضمن اسم المكرّم ورتبته ومبررات منحه الوسام.

يُمنح وسام سيف القادسية للفئات التالية:
- الضباط والجنود الذين شاركوا في معارك رئيسية ضد القوات الإيرانية، وأظهروا بسالة أو شجاعة استثنائية.
- قادة العمليات الخاصة الذين نفذوا مهام نوعية أو خلف خطوط العدو.
- الجنود الذين قُتلوا في المعركة أثناء تأديتهم واجبهم الوطني، حيث يُمنح الوسام لهم تكريمًا بعد الوفاة.
- أحيانًا يُمنح إلى شخصيات سياسية أو مدنية كان لها دور بارز في دعم المجهود الحربي، كتكريم رمزي.

من أبرز الشخصيات العسكرية التي حصلت على وسام سيف القادسية:
- اللواء الركن بارق عبد الله الحاج حنطة الزبيدي – أحد أبرز قادة القوات الخاصة العراقية، والذي اشتهر بدوره في معركة الفاو 1988.
- الفريق الركن ماهر عبد الرشيد – قائد بارز في الحرس الجمهوري، وقاد عدة معارك رئيسية.
- الفريق الأول الركن عبد الجبار شنشل – وزير الدفاع الأسبق، وتقلد مناصب قيادية عليا خلال الحرب.
- عدد كبير من ضباط القوات الخاصة والحرس الجمهوري والفيلق الثالث، خاصة المشاركين في معركة تحرير الفاو (1988)، ومعارك الشلامجة، وحمرين، وديزفول.

أصبح وسام سيف القادسية رمزًا دعائيًا مهمًا ضمن الإعلام الحربي العراقي، وارتبط بشكل وثيق بصور صدام حسين وخطاباته المتكررة عن البطولة والشهادة والتضحية.
كانت مراسم منح الوسام تُعرض في نشرات الأخبار الرسمية، كجزء من جهود تعزيز الروح المعنوية، وتكريس صورة "القيادة المنتصرة".
بعد سقوط نظام صدام حسين في عام 2003، تم حلّ الجيش العراقي السابق، وتوقفت كافة الأوسمة العسكرية التي كانت تُمنح في ظل النظام السابق، بما فيها وسام سيف القادسية.
ورغم ذلك، لا يزال الوسام يُذكر في الأوساط العسكرية والمجتمعية العراقية بوصفه رمزًا لفترة زمنية معينة في التاريخ العسكري العراقي. ويحتفظ به بعض العسكريين السابقين كذكرى شخصية أو إرث عائلي، خاصة في أُسر القادة الذين حصلوا عليه.